# Антосино (Минская область)
Анто́сино (бел. Антосіна) — деревня в составе Фанипольского сельсовета Дзержинского района Минской области Беларуси. Деревня расположена в 12 километрах от Дзержинска, 27 километрах от Минска и 4-х километрах от железнодорожной станции Фаниполь.

## История
Во второй половине XIX века—начале XX века находилась в составе Станьковской волости Минского уезда Минской губернии. В 1858 году являлась владением помещиков А. Толкачёвой и П. Радевского, насчитывалось 17 ревизских душ. В 1876 году принадлежала А. Богдашевскому. В 1897 году, по данным переписи в Антосино проживали 70 жителей, в 1917 году — 136 жителей.
С 20 августа 1924 года деревня находилась в составе Гричинского сельсовета Самохваловичского района Минского округа, с 23 марта 1932 года — административный центр Фанипальского сельсовета. Затем в составе Дзержинского польского национального района. 31 июля 1937 года полрайон был упразднён и деревня была включена в состав Минского района. С 20 февраля 1938 года находится в составе Минской области, которая была образована после упразднения окружной системы деления Белорусской ССР. С 4 февраля 1939 года в составе восстановленного Дзержинского района. В годы коллективизации был организован колхоз «Ремесленник», который обслуживала Фанипольская МТС, также работала кузница. Известно, что в 1935 году в хозяйстве добыли 1780 т торфа.
Во время Великой Отечественной войны с 28 июня 1941 года по 6 июля 1944 года деревня была оккупирована немецко-фашистскими захватчиками, на фронте погибли 5 жителей деревни. В 1960 году в деревне проживал 120 жителей. В 1991 году в деревне насчитывалось 24 хозяйства, проживали 75 жителей.

## Население
| Численность населения (по годам) | Численность населения (по годам) | Численность населения (по годам) | Численность населения (по годам) | Численность населения (по годам) | Численность населения (по годам) | Численность населения (по годам) | Численность населения (по годам) |
| 1897                             | 1909                             | 1917                             | 1960                             | 1991                             | 1999                             | 2004                             | 2009                             |
| -------------------------------- | -------------------------------- | -------------------------------- | -------------------------------- | -------------------------------- | -------------------------------- | -------------------------------- | -------------------------------- |
| 70                               | ↗75                              | ↗136                             | ↘120                             | ↘75                              | ↘34                              | ↘33                              | ↗38                              |
| 2017                             | 2018                             | 2020                             | 2022                             |                                  |                                  |                                  |                                  |
| ↘35                              | ↘33                              | ↗37                              | ↗41                              |                                  |                                  |                                  |                                  |